# Bắn cung tại Đại hội Thể thao châu Á 1990
Bắn cung đã được tranh tài từ ngày 1 tháng 10 đến ngày 6 tháng 10 tại Đại hội Thể thao châu Á 1990 ở Bắc Kinh, Trung Quốc. Cuộc thi đấu chỉ bao gồm nội dung thi đấu cung một dây.

## Danh sách huy chương
| Nội dung     | Vàng                                                    | Bạc                                                                   | Đồng                                                               |
| ------------ | ------------------------------------------------------- | --------------------------------------------------------------------- | ------------------------------------------------------------------ |
| Cá nhân nam  | Yang Chang-Hoon · Hàn Quốc                              | Matsushita Takayoshi · Nhật Bản                                       | Kim Sun-Bin · Hàn Quốc                                             |
| Đồng đội nam | Hàn Quốc · Kim Sun-Bin · Park Jae-pyo · Yang Chang-Hoon | Nhật Bản · Matsushita Takayoshi · Nishikawa Sadamu · Yamamoto Hiroshi | Đài Bắc Trung Hoa · Chiu Ping-kun · Tseng Cheng-jen · Tu Chih-chen |
| Cá nhân nữ   | Lee Jang-Mi · Hàn Quốc                                  | Lee Eun-Kyung · Hàn Quốc                                              | Kim Soo-Nyung · Hàn Quốc                                           |
| Đồng đội nữ  | Hàn Quốc · Kim Soo-Nyung · Lee Eun-Kyung · Lee Jang-Mi  | Đài Bắc Trung Hoa · Chin Chiu-yueh · Lai Fang-mei · Liu Pi-yu         | CHDCND Triều Tiên · Kim Jong-Hwa · Kim Ok-Hui · Ri Myong-Gum       |

## Bảng huy chương
| 1       | Hàn Quốc          | 4 | 1 | 2 | 7  |
| 2       | Nhật Bản          | 0 | 2 | 0 | 2  |
| 3       | Đài Bắc Trung Hoa | 0 | 1 | 1 | 2  |
| 4       | CHDCND Triều Tiên | 0 | 0 | 1 | 1  |
| Tổng số | Tổng số           | 4 | 4 | 4 | 12 |